# Atelopus ardila
Atelopus ardila is een kikker uit de familie padden (Bufonidae) en het geslacht klompvoetkikkers (Atelopus). De soort werd voor het eerst wetenschappelijk beschreven door Coloma et al in 2010. Omdat de soort pas sinds recentelijk is beschreven wordt de kikker in veel literatuur nog niet vermeld.
Atelopus ardila leeft in delen van Zuid-Amerika en komt voor in Colombia en Ecuador. De kikker is bekend van een hoogte van 2500 tot 3000 meter boven zeeniveau. De soort komt in een relatief klein gebied voor en is hierdoor kwetsbaar. De internationale natuurbeschermingsorganisatie IUCN plaatste de soort in 2016 op de lijst van bedreigde dieren.